# Paris-Plage, administration, service, institution et société financière

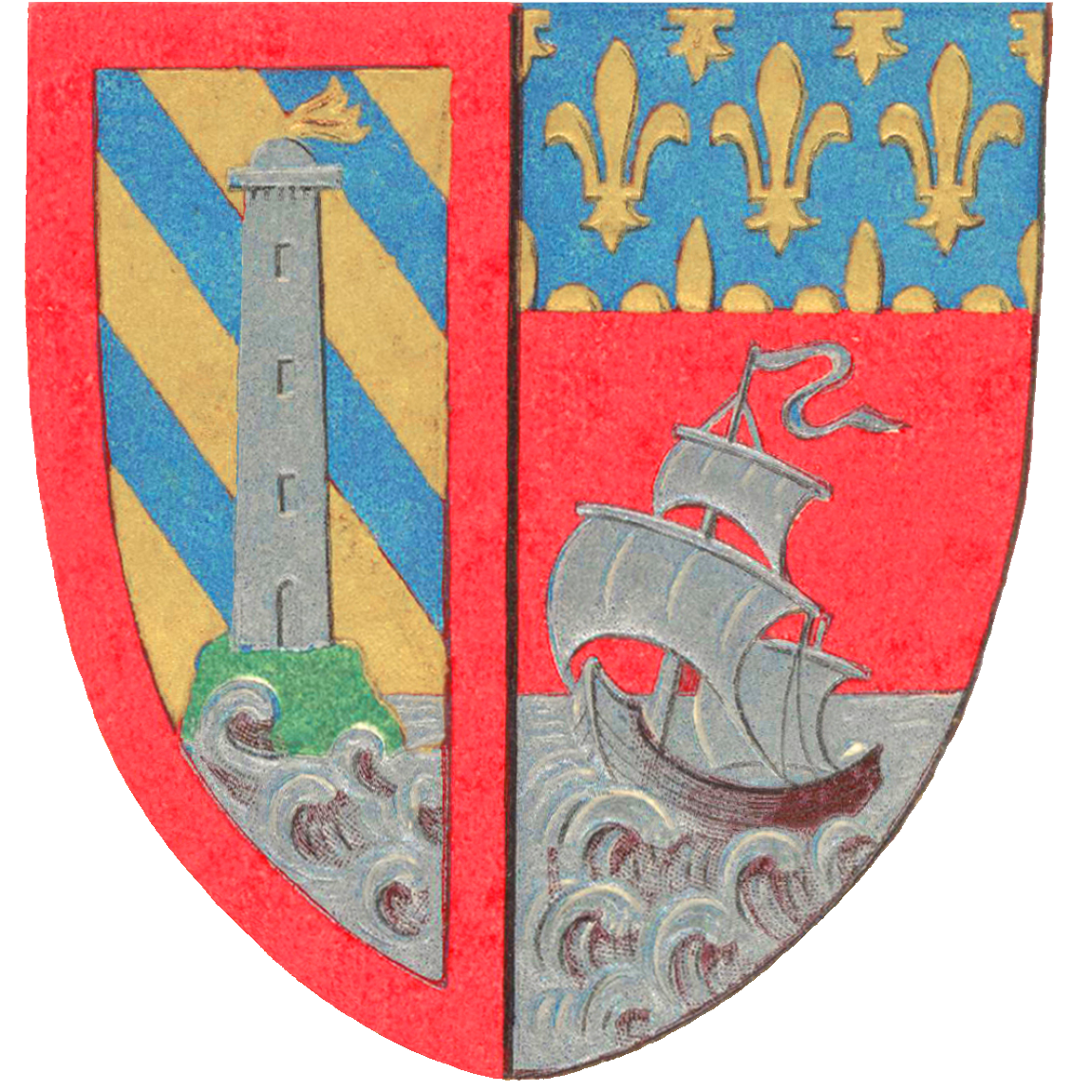
Blason du Touquet-Paris-Plage établi en 1894 et adopté en 1912 par la commune.

Paris-Plage, administration, service, institution et société financière montre, en 1909, toute l'importante organisation de Paris-Plage, hameau de Cucq dans le département du Pas-de-Calais, les administrations, les services officiels, les institutions et services reconnus d'utilité publique et les institutions, sociétés diverses (autorisées ou privées) et sociétés financières, qui laisse présager sa volonté à devenir une commune à part entière, ce qui se produit, trois années plus tard, en 1912, année où elle est érigée en commune sous l'appellation Le Touquet-Paris-Plage.

## Administration et services officiels

### Municipalité
Une annexe de la mairie de Cucq est installée à Paris-Plage, dans une aile de l'école des filles, rue de Londres, entre la rue Saint-Amand et la rue de la Paix. Les registres de l'État civil, en ce qui concerne Paris-Plage, y sont tenus par les oins de l'adjoint spécial à la localité. Toutes les formalités administratives du ressort de la municipalité peuvent y être remplies. Un bureau électoral y fonctionne à chaque élection.
Maire de Cucq, Paris-Plage, le-Touquet et Trépied, Fernand Recoussine, co-directeur de l'hôtel Hermitage et de l'Atlantic Hôtel.
Adjoint spécial à Paris-Plage, M. A. Dieuset, entrepreneur à Paris-Plage, conseillers municipaux spéciaux de Paris-Plage, MM. Henry du Parc, Adrien Perret-Maisonneuve, Jules Debune, Water-Duboc, Léon Street, Émile Clarisse, Jean-Marie Holuigue, Georges Térouanne, Jean Bennet, Desplain.

### Commissions municipales
- Finances. - MM. Raguenet, Clarisse et Térouanne
- Commission scolaire. - MM. Térouanne, Perret-Maisonneuve, Delianne, Clarisse
- Marchés. - MM. Desplain, Bonnet, Perret-Maisonneuve, Dieuset et Rogéré
- Travaux. - MM. Holuigue, Desplain, Dieuset et Water
- Chemins. - MM. Delianne, Clarisse et Water
- Fêtes. - MM. Water, Perret-Maisonneuve, Raguenet et Bonnet
- Hygiène. - MM. Holuigue, Raguenet, Desplain et Térouanne
- Bureau de poste. - MM. Térouanne et Clarisse

#### Délégations
- Vérification de poids du pain. - MM. Rogéré, Holuigue et Desplain
- Cimetière. - M. Rogéré
- Adjudications. - MM. Delainne et Water

### Gendarmerie et police
Poste de gendarmerie de Paris-Plage, chalet Lilas Rose, rue de Metz. MM. Parzy, chef de poste ; Casanova et Decauden, gendarmes ; ce poste dépend de la brigade d'Étaples. Outre Paris-Plage, ces gendarmes ont dans leurs attributions la surveillance des communes de Cucq et Merlimont.

#### Police locale
Commissaire de police, M. Mouliet. Garde-champêtre spécial à Paris-Plage, M. André, ancien gendarme, chalet Lilas Blanc, rue de Londres. Garde assermenté du syndicat des propriétaires et de la commission des chemins, M. Childéric, ancien adjudant d'infanterie, chalet La Vague Bleue, rue de Paris.

### Instruction publique

#### Écoles communales
École des garçons, rue de Moscou, entre les rues Saint-Alphonse et Bruxelles. Instituteur Léon Caron.
Classe enfantine, Mme Thuillier.
École des filles, rue de Londres, entre la rue Saint-Amand et la rue de la Paix. Institutrice Mme Hermetz et Mlle Caron.
Ces écoles ont été bâties sur un terrain donné par la famille Daloz.

### Postes, télégraphes et téléphones
Le bureau temporaire de Paris-Plage a été en 1908, par décret ministériel, transformé en recette simple permanente.
L'hôtel des postes et télégraphes est installé rue de Londres, au coin de la place de l'église. Il est ouvert au public de 7 h du matin à 9 h du soir.

#### Personnel
- Receveur-gérant, M. Dollé
- Employée, Mlle Suzanne Maresville
- Facteurs, MM. Pecqueux et Vis

#### Service d'été
En semaine, le bureau est ouvert au public de 7 h du matin à 9 h du soir ; les guichets postaux sont fermés définitivement à 10 h du matin, les dimanches et jours fériés.

#### Réception des courriers
Il existe trois distributions ; la première à 7 h du matin, la seconde à 3 h 35 du soir, la troisième à 4 h 30 du soir. La deuxième et la troisième distributions n'ont pas lieu les dimanches et jours fériés.

#### Boîtes aux lettres
Elles se trouvent à la poste, au chalet Les Clématites rue de Londres, au coin de la rue Saint-Jean et de la rue de Paris (café du Centre), rue Saint-Louis près du Grand-Hôtel, chalet Saint-Raphaël, angle sud-ouest des rues de Paris et des Oyats, rue de la Lune, hôtel Water-Duboc, au Village Suisse avenue Saint-Jean, aux bureaux de la société générale du Touquet carrefour de l’Hermitage et à la gare de Tramway.

#### Services télégraphiques et téléphoniques
Ouverts de 7 h du matin à 9 h du soir, sans interruption, jours de semaine, dimanches et fêtes légales.
En ce qui concerne le télégraphe, le service fonctionne également au sémaphore, de 8 h du matin à 9 h du soir (exprès payé).

### Phares du Touquet
Les phares du Paris-Plage, dénommés « Phares de la pointe du Touquet », ont pour but d'assurer la sécurité de la navigation dans la baie de Canche et au large, à une certaine distance de la côte, en raison du peu de profondeur de la mer, sur toute cette partie du littoral.
Actuellement, le phare Sud, transformé en feux à éclipses depuis l'année 1900, est seul en usage. On peut le visiter tous les jours de 9 h du matin à 6 h du soir en été, et 4 h en hiver.
Les visiteurs devront s'inscrire sur un registre spécial. On ne peut prendre au sommet aucune vue photographique ni aucun croquis. Il n'est dû aucune rémunération, mais il n'est pas défendu de laisser une légère somme aux aimables gardiens qui vous accompagnent.
Gardien-chef, M. Arnoult, gardiens, MM. Caloin, Dubois, Pentier et Rivet.

### Sémaphore
Le sémaphore de Paris-Plage, ou plus exactement de la pointe du Touquet, assure la communication entre la côte et les navires qui passent au large. Celles-ci s'effectuent par l'emploi de divers signaux, exécutés au moyens de cônes ou de nombreux pavillons, représentant chacun, savant le code international, les lettres de l'alphabet, les expressions et les phrases les plus usuelles dans la marine.
Chef-Guetteur, M. Leterrier, M. Hanicotte.

### Douanes
C'est le poste de Trépied qui dessert Paris-Plage. Le corps de garde, ainsi que la cabine renfermant le canon porte-amarre et les engins de sauvetage, sont installés dans l'énorme dépression de terrain qui se trouve sur la gauche de l'Atlantic Hôtel.
Brigadier, M. Rougemont, à Paris-Plage ; sous-brigadier, M. Daré, à Paris-Plage.

## Institutions et services reconnus d'utilité publique

### Bureau de bienfaisance de Paris-Plage
Il existe à Cucq, chef-lieu de la commune, un bureau de bienfaisance. Par délégation spéciale, l'adjoint résidant à Paris-Plage, est autorisé à accorder différents secours dans une proportion déterminée par le conseil municipal.
Délégué du bureau de bienfaisance à Paris-Plage, M. Holuigue.

### Subdivision des sapeurs-pompiers
Une subdivision de sapeurs-pompiers a été constituée à Paris-Plage en 1909. Le matériel d'extinction est remisé dans un local spécial, près de l'école communale des filles, rue de Londres. Depuis l'installation de la compagnie des eaux à Paris-Plage, des bouches d'incendie sont en outre établies dans les principales rues.

#### Composition de la subdivision
- Sous-lieutenant Jean Bongibault, nommé par décret présidentiel le 13 janvier 1909
- Sergent Joseph Duboc
- Caporal-fourrier Miny
- Caporal Bozelli
- 13 sapeurs

#### Conseil d'administration de la subdivision
- Président M. Bongibault, sous-lieutenant
- Membres, MM. Water-Duboc et Desplain, conseillers municipaux ; Joseph Duboc, sergent et Clovis Courtois, sapeur

### Société humaine de sauvetage de Montreuil (section Paris-Plage)
La société humaine pour les naufragés et les baigneurs sur le littoral a, depuis la saison de 1890, installé une de ses sections à Paris-Plage.

#### Comité directeur
- Président, M. Georges de Lhomel de Montclair, à Montreuil
- Vice-président, M. de Rosamel, à Camiers
- Trésorier, M. Tournant, à Montreuil
- Secrétaire, M. de Beaumont, à Montreuil

#### Commission permanente d'Étaples
Elle administre la section de Paris-Plage.
- Président, M. de Rosamel, à Camiers
- Trésorier, M. Leroux, à Étaples
- Secrétaire, M. le docteur Dacquet, à Étaples
- Membres, MM. Maës à Attin, le Camus de Wailly, à Trépied-Cucq, Roux, ancien maire d'Étaples, Allen Stoneham au Touquet, Léon Soucaret à Paris-Plage

Le matériel de la section comprend cinq canots, toujours prêts à prendre la mer et constamment amarrés au rivage pendant la saison balnéaire ; sans compter les bouées et les autres engins de sauvetage.
Les frais généraux sont couverts, par des souscriptions volontaires recueillies chaque année, tant chez les propriétaires que chez les baigneurs, et par les recettes que produisent les fêtes et les concerts donnés au profit de la société pendant la saison. Membre délégué à Paris-Plage pour recevoir les souscriptions à domicile, M. Leroux.

### Société du Tramway d'Étaples à Paris-Plage
Cette société, qui a pour objet l'exploitation de la ligne électrique d'Étaples à Paris-Plage, a été autorisée par décret du 12 janvier 1895.
Elle a été constituée par acte notarié passé le 7 juin 1898, chez Me Oger, notaire à Étaples.
Le capital social est de 325 000 F divisée en 650 actions de 500 F chacune.

#### Conseil d'administration
- Président, M. le docteur Houzel, 4, rue des Vieillards, Boulogne-sur-Mer

#### Personnel d'exploitation
- Directeur d'exploitation : M. Masset. - Bureaux, rue de la Gare à Étaples
- Personnel attaché au contrôle de l'exploitation : M. Daveau, ingénieur auxiliaire des Ponts et Chaussées, à Montreuil ; M. Petit, conducteur des Ponts et Chaussées, à Étaples

#### Renseignements divers
Actuellement le réseau exploité est de 6 400 m, à traction électrique destiné au transports de voyageurs et des messageries.
- Statistique - le nombre des voyageurs transportés a été :
  - en 1903 de 92 815 ;
  - en 1904 de 110 883 ;
  - en 1905 de 118 718 ;
  - en 1906 de 141 788 ;
  - en 1907 de 178 210 ;
  - en 1908 de 187 855.
- Tarif :
  - voyageurs, 0,50 F de la gare de Paris-Plage à Étaples et 0,45 F de la rue Saint-Jean à la gare d'Étaples ;
  - bagages, 1 F les 100 kg ;
  - messageries, 1,80 F (compris le camionnage à domicile).

### Compagnie du chemin de fer deBerckà Paris-Plage (en formation)
Ce chemin de fer a été concédé par le département du Pas-de-Calais à MM. Berger et Roy (convention du 7 mars 1906 et déclaré d'utilité publique par la loi du 27 avril 1906.
Le Conseil général a donné, dans sa session d'avril 1907, un avis favorable à la demande de substitution des concessionnaires primitifs de la société du chemin de fer de Berck à Paris-Plage. Un décret du 11 juillet 1907, a approuvé la dite substitution.
Le tracé part de la station de Berck-Plage (station terminus du chemin de fer d'Aire-sur-la-Lys à Berck), passe par Merlimont-Plage, Merlimont-Village et Cucq et se soude à Paris-Plage au tramway d'Étaples à Paris-Plage.
L'exécution des travaux, en attendant l'approbation des projets d'ensemble et les résultats des enquêtes parcellaires, la compagnie procède à l'approvisionnement de rails et de traverses et a commencé sur un faible parcours les travaux de terrassements.

## Institutions et sociétés diverses (autorisées ou privées)

### Culte catholique
Depuis la séparation des églises et de l'État, le culte catholique est devenu une institution simplement autorisée.
À Paris-Plage, la cure a toujours été purement épiscopale, en ce sens qu'elle ne relève pas de celle de Cucq, comme on peut le croire, mais directement de l'évêché d'Arras, en passant toutefois par la juridiction du doyen de Montreuil, M. l'abbé Queste.
Curé : M. l'abbé Deligny, au presbytère, rue de Metz, entre la rue Saint-Amand et la rue de la Paix, à droite.

#### Frais du culte
Ceux-ci sont fournis par les souscriptions des fidèles, par les contributions acceptées que procurent les mariages et les enterrements, par les droits de place pour l'assistance aux offices et enfin par les diverses quêtes qui se pratiquent dans l'église.

#### Heures des offices en dehors de la saison
- Les jours de semaine, messe basse à 7 h 30
- Les dimanches, messe basse à 8 h ; grand-messe à 10 h ; vêpres à 2 h 30

#### Heures habituelles des offices pendant la saison
- Juillet. - 6 h, 7 h 30, 10 h 11 h 15
- Août. - 6 h, 7 h 30, 8 h 30, 9 h 30, 10 h 30, 11 h 30
- Septembre. - 6 h, 7 h 30, 8 h 30, 9 h 30, 10 h 30, 11 h 30

Surtout pendant le mois de juillet, ces heures sont susceptibles de subir des modifications.

### Culte anglican
« The colonial and continental church society» a installé à Paris-Plage une section de l'église anglicane. en attendant que le temple (architecte M. Jackson), dont l'emplacement a été consacré, au cours de la saison de 1907, par le « Right reverend Bishop Ingham », soit bâti, les offices se font dans une salle réservée, derrière l'hôtel Hermitage.

### Culte réformé français
Tous les ans, les réunions de ce culte se font dans une villa quelconque de la station balnéaire.

### Syndicat des propriétaires de Paris-Plage
Le syndicat des propriétaires de Paris-Plage a été constitué en 1894 en vertu de la loi de 1884 sur les associations professionnelles. Son but est de grouper tous ceux qui, à un titre quelconque, possèdent à Paris-Plage, afin de leur permette de défendre leurs intérêts, soit vis-à-vis de la commune, soit vis-à-vis des détenteurs du domaine du Touquet. Ceux-ci, en effet, sont toujours propriétaires des chemins et les habitants de Paris-Plage ont à leur égard des obligations diverses, héritage du cahier des charges primitivement imposées par le premier vendeur, la famille Daloz.
Le syndicat, par l'organe de sa chambre syndicale, a en outre pour mission de rechercher tous les moyens d'amélioration et de développement de la station balnéaire. Il prend, à cet effet, l'initiative de toutes les mesures à soumettre à la municipalité de Cucq. Il aide de ses subventions toutes les institutions utiles à la plage. Il contribue à la police locale par l'entretien d'un garde particulier assermenté. Il souscrit aux fêtes qui peuvent contribuer au succès de la saison.
La cotisation annuelle est de 10 francs ; mais en présence des besoins toujours croissants, il accepte les souscriptions plus importantes qu'on veut bien lui réserver.
- Président honoraires, M. Georges Lallouette, Villa Les Galets, propriétaire à Barbery dans l'Oise ; M. Georges Vibert, président de chambre, à Douai
- Président M. X
- Vice-président, M. Édouard Lamy, villa Sainte-Barbe, et à Paris, 3, rue de Luyne
- Secrétaire M. Canivet
- Trésorier, M. Bour Walter
- Adjoint au trésorier, M. Childéric

#### Membres de la chambre syndicale
- Présidents honoraires, MM. Telliez
- Vice-présidents, MM. Lamy et Marin
- Trésorier, M. Bour-Walter
- Membres, MM. Anatole Bienaimé, Édouard Lévêque, Paul Piel, Émile Facon, Jules Courtois, d'Halluin, Decherf, Canivet, Dr Giberton, Félix Verdier, Ernest Legendre, Augustin Legay, Verly, Henri Greisch, Léon Soucaret, Adrien Perret-Maisonneuve, Vaillant

#### Membres du syndicat
Il est composé de 194 membres.

### Commission des chemins
La commission des chemins a été établie le 13 décembre 1894, en vertu de l'obligation qui avait été imposée aux acheteurs de la famille Daloz, lors de la fondation de la station balnéaire.
Depuis cette époque, la voirie est entretenue par tous les propriétaires, dans les rues reconnues, reçues et classées, au prorata de leurs mètres de façade. La taxe est de 0,60 francs par mètre courant de façade.
Les membres de la commission des chemins sont nommés à l'assemblée générale, au cours de la saison. Cette réunion a lieu ordinairement le 2e dimanche d'août à la suite de celle du syndicat des propriétaires.
Actuellement la commission se compose comme suit :
- président M. Bienaimé ;
- secrétaire M. Canivet ;
- trésorier, M. Bour Walter ;
- adjoint au trésorier, M. Childéric (garde).

### Syndicat d'initiative et de développement de Paris-Plage-Le Touquet
Fondée en 1908, cette association a pour but d'étudier et de réaliser les mesures qui peuvent augmenter, d'une manière générale, la prospérité de la plage et des communes avoisinantes en attirant et retenant les étrangers par tous les moyens qui sont de nature à leur rendre le séjour agréable et facile.
L'action du syndicat s'exerce par l'initiative, l'appui ou la réalisation de projets utiles, par le concours donné au fêtes, concerts, etc., par une publicité sous toutes les formes, par des conférences organisées, par son office gratuit de renseignements, en un mot par tous les moyens qui peuvent contribuer à faire connaître les ressources de la région comme séjour et centre d'excursions.
Il s'efforce d'autre part de mettre en relief, dans l'intérêt du commerce et de l'industrie, toutes les richesses naturelles du pays.

#### Organisation
Le syndicat se compose :
1. D'un comité de patronage ;
2. De membres d'honneur ;
3. De membres actifs, souscription annuelle, 10 francs minimum ;
4. De membres souscripteurs, souscription annuelle, 6 francs minimum.

#### Administration
Le bureau est ainsi composé :
- président, M. Georges Defer, 6, rue des Fossés-Saint-Bernard, Paris ;
- vice-président, M. Henri Maillot, négociant, rue de Londres, Paris-Plage ;
- secrétaire-général, M. X ;
- trésorier, M. Georges Térouanne, rue de Paris, Paris-Plage.

### Union des commerçants de Paris-Plage
L'union des commerçants a été créée en 1906.
Elle a pour but :
1. L'organisation des fêtes pendant la saison ;
2. La recherche de tous les moyens propres a favoriser le développement de la plage et du commerce local :
3. L'étude et la réalisation de tous les projets présentant un intérêt général.

La cotisation est fixée à dix francs par an pour tous les membres actifs et les membres honoraires et cinquante francs une fois versés, pour les membres fondateurs. Toute l'année commencée et due. L'année sociale a commencé le 1er octobre 1906.

#### Administration
La société est administrée par un comité qui se compose de dix membres au moins :
- président d'honneur, M. Charles Bernier, avocat à la Cour d'appel ;
- président, M. Evrard ;
- vice-président, M. Longeaud ;
- secrétaire, M. Arsène Bical ;
- trésorier, M. Specque;
- membres du comité, MM. Fernand Recoussine, Potez, Renault, Paul Ridoux, Barat, Clarisse, Bonpain.

#### Membres honoraires
MM. Lamy, propriétaire, vice-président du syndicat des propriétaires ; Édouard Lévêque, propriétaire; Convet, propriétaire ; Ferrand, propriétaire ; Despring, propriétaire ; Renault, épicier ; Cadé, propriétaire ; Outrebon, propriétaire ; Brunelle, propriétaire.

#### Membres actifs
Elle est composée de 70 membres actifs.

### Comité des fêtes des enfants
Il a été institué en 1903. Ainsi que son nom l'indique, il a pour but d'étudier tous les moyens propres à distraire les nombreux enfants qui habitent Paris-Plage pendant la saison. Il a contribué ainsi, dans une large mesure, au développement de la station balnéaire.
Chaque année, le comité donne de nombreuses fêtes qui toutes obtiennent toujours un très légitime succès : concours de constructions de sable sur la grève, concours d'habitations rustiques dans la forêt, courses à pied ou vélocipédiques, ralye-paper dans le bois, bals et cotillons d'enfants, etc.
Des souscriptions volontaires sont acceptées chaque fois qu'il s'agit de l'organisation d'une fête extraordinaire.
Le bureau, renouvelable chaque année est composé de :
- président, M. du Serre ;
- secrétaire-trésorier, M. Georges Mayer.

### Société académique de Paris-Plage
La Société académique de Paris-Plage, dont les statuts ont été déposés en 1906, a pour but de s'occuper de sciences, lettres ou arts ayant trait à la région paris-plageoise ; de constituer des archives locales et de veiller à leur conservation ; de recueillir tous les éléments et documents pouvant servir à l'histoire de Paris-Plage et du Touquet ; de faire ou de susciter toutes œuvres utiles au bon renom du pays.
La cotisation, pour les membres titulaires (limités à 25) est de 10 francs et, pour les membres honoraires (nombre illimité) de 3 francs.
Séance générale publique, une fois par an pendant la saison.
La société publie régulièrement, chaque année, un volume de ses mémoires.

#### Bureau de la société
- Président, Maurice Garet avoué à la Cour d'appel d'Amiens 30, rue Victor-Hugo, Amiens ;
- Vice-président, Édouard Lévêque, 26, rue Saint-Dominique, Amiens ;
- Trésorier, Georges Térouanne, rue de Paris à Paris-Plage ;
- Secrétaire, Lucien Ramet à Étaples.

#### Membres honoraires de droit
MM. Louis Callard, sous-préfet de Montreuil et Fernand Recoussine, maire de Cucq.

#### Membres honoraire élus
MM. Léon Garet, propriétaire, Amiens ; J. Laurent, docteur en médecine, Étaples ; Charles Herbert, artiste peintre, Amiens ; P. Sorin, huissier-audiencier à la Cour d'appel, Paris ; Ramet-Belsalle, négociant, Étaples ; Moglia, Cambrai ; Mme Haessler, Paris ; Mme Delaloge, Paris ; Mlle Germaine Ducaroy, Boulogne-sur-Mer.

#### Membres correspondants
MM. Armand Fauvel, avoué à la Cour d'appel, Amiens et Roger Rodière, homme de lettres, Montreuil.

#### Archives de Paris-Plage
Comme on l'a vu dans l'exposé de but de la Société académique, celle-ci a, entre autres attributions, celle de constituer les archives de la localité.
Les archives de Paris-Plage réunissent, sous dix groupes différents, tous les ouvrages, brochures, journaux, circulaires, prospectus, programmes, imprimés généralement quelconques, qui peuvent avoir, dans l'avenir, une importance pour l'histoire de Paris-Plage.
En attendant qu'il y ait une mairie, ou une bibliothèque publique à Paris-Plage, les archives sont conservées à Amiens, par Maurice Garet, président de la Société académique. On est prié de lui remettre tous les documents qui peuvent rentrer dans l'une des catégories dont il est parlé.

### Le Myosotis (Bibliothèque)
La société « Le Myosotis » a été fondée le 27 novembre 1904 sous le nom de « Amicale paris-plageoise » avec pour président M. Charles Macquet.
M. André Longeaud, élu président le 4 avril 1907, proposa de changer le nom de « Amicale paris-plageoise » contre celui de « Le Myosotis ». Cette proposition fut acceptée.
Cette société a pour but la fondation d'une bibliothèque : elle donne, pour recueillir les fonds nécessaires à l'acquisition des livres, quelques concerts suivis de bals, ou organise l'hiver des bals parés, masqués et travestis, qui obtiennent un grand succès. « Le Myosotis » qui comptait, la première année, une vingtaine de membres, en compte actuellement plus de soixante.
La société est administrée par :
- président, M. André Longeaud, pharmacien à Paris-Plage ;
- vice-président, M. Lescudier ;
- trésorier, M. Châtelain ;
- secrétaire, M. G. Paré ;
- et cinq membres du comité (MM. Macquet, Vilain, Water, Becquelin et Duriez).

Le siège social est chez M. J. Water (Hôtel Water-Duboc).

### La Fanfare de Paris-Plage
La fanfare de Paris-Plage a été reconstituée en octobre 1908, sous les auspices du « Myosotis », dont elle n'est par la suite qu'une filiale.
Elle compte 22 musiciens dirigée par son chef, M. Foveau et son sous-chef M. Duriez.

### L'Œuvre d'assistance privée (Œuvre paroissiale)
L'Œuvre d'assistance privée, inspirée par l'idée religieuse, a pour but de subvenir aux besoins des familles nécessiteuses. Ses membres actifs visitent à domicile les malades et les indigents, leur distribuent des dons soit en argent, soit en nature, s'efforcent de leur procurer du travail et de soulager toutes leurs infortunes.
La société compte aussi des membres honoraires, qui s'engagent à verser à l'œuvre une offrande annuelle de 5 francs.
Présidente d'honneur, Mme Paul Paix.

### L'ouvroir de Paris-Plage (Œuvre paroissiale)
L'ouvroir de Paris-Plage groupe toutes les jeunes filles de bonne volonté pour la confection de lingerie, de vêtements et de tous effets d'habillement susceptibles d'être distribués aux familles nécessiteuses du pays.
Cette institution a été fondée en octobre 1907.
Elle reçoit les cotisations des personnes qui veulent bien s'inscrire à titre de membres honoraires.
Présidente d'honneur de l'œuvre, Mme Viraut et présidente effective, Mlle Verdier.

### Caisse dotale de Paris-Plage (Œuvre paroissiale)
La caisse dotale de Paris-Plage a été fondée à la fin de 1907, pour les jeunes filles fréquentant l'ouvroir.
Elle a pour but :
1. D'habituer les jeunes filles à l'épargne ;
2. De leur constituer une dot pour l'époque de leur établissement ;
3. De leur faciliter la persévérance dans le bien ;
4. D'offrir aux classes plus aisées leurs devoirs de justice sociale.

#### Fonds de la caisse dotale
Elle est alimentée :
1. Par les versements des membres actifs ;
2. Par les offrandes des membres honoraires ;
3. Par les dons faits à l'œuvre.

La cotisation annuelle des membres actifs est au moins de 5 francs.

#### Conseil d'administration
- Président d'honneur, M. le curé ;
- Présidente, Mlle Verdier.

Banque de la caisse dotale, Adam et Cie banquiers à Étaples et Paris-Plage.

### Le vestiaire des pauvres (Œuvre paroissiale)
Fondée en 1906, l'œuvre du vestiaire des pauvres a pour but de fournir des vêtements de toutes sortes aux familles de Paris-Plage que le chômage ou la maladie a rendues nécessiteuses. Cette œuvre qui se réclame de la générosité et de l'activité des dames charitables a pu distribuer depuis sa fondation plus de 600 pièces de vêtements.
Présidente d'honneur, Mme Battel-Roger.

### Caisse des écoles de Cucq et de Paris-Plage
Cette institution a pour but de faciliter la fréquentation des classes par des récompenses, sous forme de livres utiles et de livrets de caisse d'épargne, aux élèves les plus appliqués et par des secours aux élèves indigents et peu aisés, soit en leur donnant des livres et fournitures de classe qu'ils ne pourraient se procurer, soit en leur distribuant des vêtements, des chaussures, et pendant l'hiver, des aliments chauds.
La société de le caisse des écoles comprend des membres fondateurs et des membres souscripteurs.
- Le titre de fondateur de la caisse des écoles sera acquis par un versement de vingt francs une fois payés ou de quatre annuités de cinq francs chacune.
- Le titre de souscripteur résultera d'un versement annuel d'un franc au minimum.

La caisse des écoles est administrée par un comité composé de la commission scolaire locale et de deux autres membres élus pour une période de trois ans par l'assemblée générale des sociétaires et rééligibles.
La commission municipale scolaire se compose de MM. Clarisse, Délianne, Godin, Perret-Maisonneuve et Térouanne

## Sociétés financières

### Le Touquet Syndicate Limited
Cette société a été constituée à Londres, le 5 mai 1903 et s'est rendue propriétaire du domaine entier du Touquet à cette époque auprès de la famille Daloz.
Objet de la société : mise en valeur de son domaine, vente de ses terrains et toutes opérations s'y rattachant.
Capital : 1 250 000 F.

#### Conseil d'administration
- Président : Allen Stoneham
- Membres : MM. Charles Wren, Lyons, Berridge
- Secrétaire : M. Franck Arthur Holyfield
- Directeur résidant au Touquet : M. Séguin A.

Le siège social est à Londres, 30 et 31 St-Swithin's Lane.

### Société générale du Touquet-Paris-Plage
Société anonyme immobilière et d'exploitation au capital de 900 000 francs, divisé en 9 000 actions chacune de 100 francs. Statuts déposés chez Me Beaumont, notaire à Boulogne-sur-Mer, le 7 avril 1906.
La société a pour objet :
1. D'exploiter et de développer divers immeubles au Touquet et à Paris-Plage, commune de Cucq, dont elle est propriétaire, et notamment, l'Atlantic Hôtel et l'Hermitage-Hôtel et divers autres bâtiments ou bâtiments situés dans une zone de 225 ha environ ;
2. D'acquérir tous immeubles au Touquet et à Paris-Plage ;
3. De construire au Touquet et à Paris-Plage tous hôtels, chalets, villas, etc. ;
4. D'aménager, d'exploiter les dits immeubles, de les administrer en bon père de famille, d'exécuter tous travaux et de prendre toutes mesures ayant pour objet la mise en valeur de la zone de terrain sur laquelle porte l'affectation hypothécaire contenue en l'acte précité du 17 août 1904. Les produits de l'exploitation seront partagés entre le « Touquet Syndicate Limited » et la société nouvelle, dans la même proportion que les prix de vente des terrains ;
5. De conclure pour le compte du « Touquet Syndicate Limited » la vente de tous les terrains compris dans l'affectation hypothécaire précitée (zone de 225 ha) ;
6. D'entreprendre toutes exploitations et de faire généralement toutes opérations de nature à assurer le développement de la station balnéaire du Touquet-Paris-Plage et le succès de la présente société ;
7. De participer sous quelque forme que ce soit, dans toutes opérations pouvant se rattacher à l'objet de la société, soit par voie d'apport, de fusion ou de création de société nouvelle, soit par tout autre moyen.

Durée, 50 ans.
Siège social, 14, rue Jean-Jacques Rousseau, Paris.

#### Conseil d'administration
- Président, M. Dior
- Vice-président, M. Stoneham
- Administrateur délégué, sir Howard Molliss
- Administrateurs, MM. Grody et Martinet
- Directeur résidant à Paris-Plage, M. Léon Soucaret

### La foncière-immobilière de Paris-Plage dite aussi Le Lais de Mer
Société civile par actions au capital de 1 500 000 francs, divisé en 15 000 actions de 100 francs, entièrement libérées.
Statuts déposés chez Me Masse, notaire à Arras. Siège social à Paris-Plage, pouvant être transféré par délibération de l'assemblée générale.
Administrateur-statutaire, M. Paul Ridoux, architecte, ancien élève de l'école nationale des beaux-arts, membre des commissions des bâtiments civils et des bâtiments scolaires du département du Pas-de-Calais.
La société a pour objet la mise en valeur et l'exploitation des terrains lui appartenant acquis de l'État, et ayant une façade à la mer de 1 000 mètres, comprise entre le chemin départemental no 119 (rue de la Lune (aujourd'hui rue Joseph-Duboc) et la Canche.
Façade au devant de laquelle la société édifie une superbe digue-promenade de 20 mètres de large et dont 700 mètres en longueur sont déjà exécutés. Les terrains de la société dont le lotissement a été fait en vue d'un quartier select ont tous vue sur la mer, donnent sur des avenues d'une largeur de 12 mètres avec trottoirs de 2,50 mètres. Ces rues sont en outre munies de canalisations d'eau de source et de gaz.

### Quentovic
À son arrivée à Paris-Plage avec le tramway électrique, le touriste aperçoit sur la droite, le vaste territoire de Quentovic. C'est là le berceau de Paris-Plage.
Quentovic – Quentawieus – fut, dès le règne de Dagobert Ier, un port de transit considérable.
Le duc Aymon, préfet des provinces maritimes du royaume de France, y avait installé sa résidence dès l'an 1630.
Charlemagne en fit un des points d'attache les plus importants de ses relations extérieures.
Dans les cartulaires d'Amiens et de Montreuil, on trouve des traces de la valeur commerciale de Quentovic que visitèrent les armées de César et celles de Napoléon 1er.
Un ami du passé a voulu faire revivre cette cité disparue, M. René Pacquet vient d'y fonder un quartier aux voies larges avec ronds-points de verdure et qui seront peu à peu plantés d'arbres.
Ce quartier possède un des sites les plus remarquables de la région.
M. Hubert Hunault de la Chevallerie, secrétaire de M. Pacquet et habitant constamment Paris-Plage, villa La Roseraie rue de la Lune (aujourd'hui, rue Joseph-Duboc), s'occupe spécialement et activement de ce quartier dont on veut faire un des plus plaisants de la station balnéaire.

### Société des eaux, gaz et électricité
A. Deplanque et Cie. — société en commandite pour la fourniture de l'eau et du gaz dans tout Paris-Plage.
L'installation, à Paris-Plage, du gaz date de 1901, de l'eau de 1905 et de l'électricité de 1909.
Le siège social est à Boulogne-sur-Mer, 7, rue de la Coupe.
Les bureaux à Paris-Plage précédemment installés au chalet Le Myosotis, rue Saint-Amand, à l'angle avec la rue Saint-Georges, vont bientôt l'être, rue de Londres, entre la rue Saint-Jean et la rue Saint-Louis.

### Société immobilière pour les besoins du culte catholique
Société anonyme au capital de 25 000 francs divisé en 250 actions de 100 francs. (Statuts déposés chez Me Oger, notaire à Étaples).
La société a pour objet :
1. La construction à Paris-Plage d'un presbytère pour le logement du desservant de la chapelle du culte catholique et de tous immeubles qui seraient jugés nécessaires pour patronages ou autres œuvres et l'acquisition aux effets ci-dessus de tous terrains ;
2. La location, l'entretien et l'administration des immeubles en question.

Siège social : presbytère.
Membres du conseil d'administration : M. Legay, Mme Paul Paix, M. Bour-Walter.

### Société anonyme du grand casino du Touquet
Siège social de la société du grand casino du Touquet : Paris-Plage-Le Touquet.
Capital : 160 000 francs, divisé en 1 600 actions de 100 francs dont 750 d'apport, entièrement libérées : à M. Léon Soucaret (500) et au « Touquet Syndicat Limited » (250) et 850 souscrites et libérés du quart. Durée 50 ans, du 8 avril 1905.
L'objectif de la Société est de :
1. La construction, l'installation et l'exploitation de tous établissement à l'usage de casino, avec toutes leurs annexes, cercle, théâtre, café-restaurant ou tous autres établissements similaires, soit au Touquet (Paris-Plage), soit dans tout autre ville du littoral de la Manche ou de la mer du nord, en France ;
2. L'acquisition ou la prise à bail de tous autres établissements similaires à ceux exploités par la Société ;
3. L'acquisition ou la prise à bail de tous autres immeubles pour y construire, installer ou exploiter les établissements de la Société ;
4. La vente, la rétrocession ou la location en tout ou partie des établissements de la Société ;
5. La participation directe ou indirecte à la création ou à l'exploitation de tous établissements commerciaux ou industriels ayant le même objet ou s'y rattachant.

Acte constitutif : reçu le 14 mars 1905.
Année sociale : du 1er novembre au 31 octobre.
Assemblée générale : dernier samedi de mars, composée des actionnaires propriétaires de 10 actions ou s'étant réunis pour former ce nombre.
Répartition des bénéfices, 5 % d'intérêts aux actions. Le surplus, réservé facultative, 20 % au conseil, 60 % de surplus aux actions.

#### Conseil d'administration
Membres, MM. Léon Soucaret, A. Cronimus, H. Jeaunon, A. Séguin, H. Jones.

### Société du golf du Touquet
Président, M. Brown ; secrétaire, M. Maeder.

### Société hippique du Touquet-Paris-Plage
L'objectif est de favoriser et développer l'emploi du cheval de service né et élevé en France. (Déclaration du 11 janvier 1908).
Siège social, villa Les Mouettes, par Étaples (Pas-de-Calais).

#### Comité du concours hippique et jury
- Président d'honneur, M. Allen Stoneham
- Président, Comte d'Orsetti
- Vice-présidents, MM. Comte de Comminges, H. le Camus de Wailly, Charles Guyot
- Secrétaire, M. Rebergue
- Membres du comité, MM. Griolet, Lederlin, de Lhomel, T. d'Orsetti, du Passage, Le Pelletier de Glatigay, Pinchon, Léon Soucaret, Stevens, de Vienne, Wagner, Wignolle

### Banque Adam etCiede Boulogne-sur-Mer
L'objet de la banque Adam et Cie : Ordres de bourse. Renseignements gratuits sur valeurs. Paiements de coupons sans frais, 15 jours avant l'échéance. Envoi de fonds par lettre ou télégramme. Paiement de billets circulaires et de lettres de crédit des principales banques françaises et étrangères.
Siège social, Boulogne-sur-Mer, 6, rue Victor-Hugo.
Succursale à Paris-Plage, rue de Paris, près le gare de tramway.

### Société générale pour favoriser le de développement du commerce et de l'industrie française
Société anonyme fondée en 18161. Siège social à Paris. Capital 300 million de francs.
Agence de Boulogne-sur-Mer, 32, rue Victor-Hugo. Bureaux auxiliaires à Montreuil, Berck, Hesdin.
Principales opérations : Dépôts de fonds, ordres de bourse, coupons (paiement sans frais), prêts sur titres, garde de titres, régularisations, escompte, recouvrements, ouvertures de crédit, lettres de credit, mandats et chèques, change de monnaies, assurances contre les risques de remboursement au pair et de non vérification des tirages. Service de coffres-forts depuis 5 francs par mois, ou 40 francs par an.
Correspondant à Paris-Plage, M. Georges Térouanne, Modern-Office, rue de Paris. Change, ouverture de crédit, lettres de crédit, mandats et chèques, etc.

### Société des auteurs, compositeurs et éditeurs de musique
La Société des auteurs, compositeurs et éditeurs de musique a son siège social, 8, rue Chaptal.
Agent M. Richard, à Étaples.

### Société des auteurs et compositeurs dramatiques
La Société des auteurs et compositeurs dramatiques a son siège social, 8, rue Hippolyte-Lebas à Paris.
Agent à Paris-Plage, M. Clarisse, buraliste, rue de Paris.

### Touring-club de France
Le Représentant délégué à Paris-Plage du Touring club de France est M. Adrien Perret-Maisonneuve, propriétaire du Village Suisse.

## Pour approfondir